# The Deciding Kiss
The Deciding Kiss is een Amerikaanse dramafilm uit 1918 onder regie van Tod Browning. De film is wellicht zoekgeraakt.

## Verhaal
Eleanor Hamlin wordt geadopteerd door twee koppels. Ze hebben gelezen over coöperatief ouderschap en ze willen de theorie omzetten in de praktijk. Alles gaat goed, totdat de mannen verliefd worden op Eleanor.

## Rolverdeling
| Acteur             | Personage      |
| ------------------ | -------------- |
| Edith Roberts      | Eleanor Hamlin |
| Winifred Greenwood | Beulah Page    |
| Hallam Cooley      | Jimmy Sears    |
| Hans Unterkircher  | Peter Bolling  |
| Lottie Kruse       |                |
| Edmund Cobb        |                |
| William Courtright |                |
| William Lloyd      |                |